# 和琴

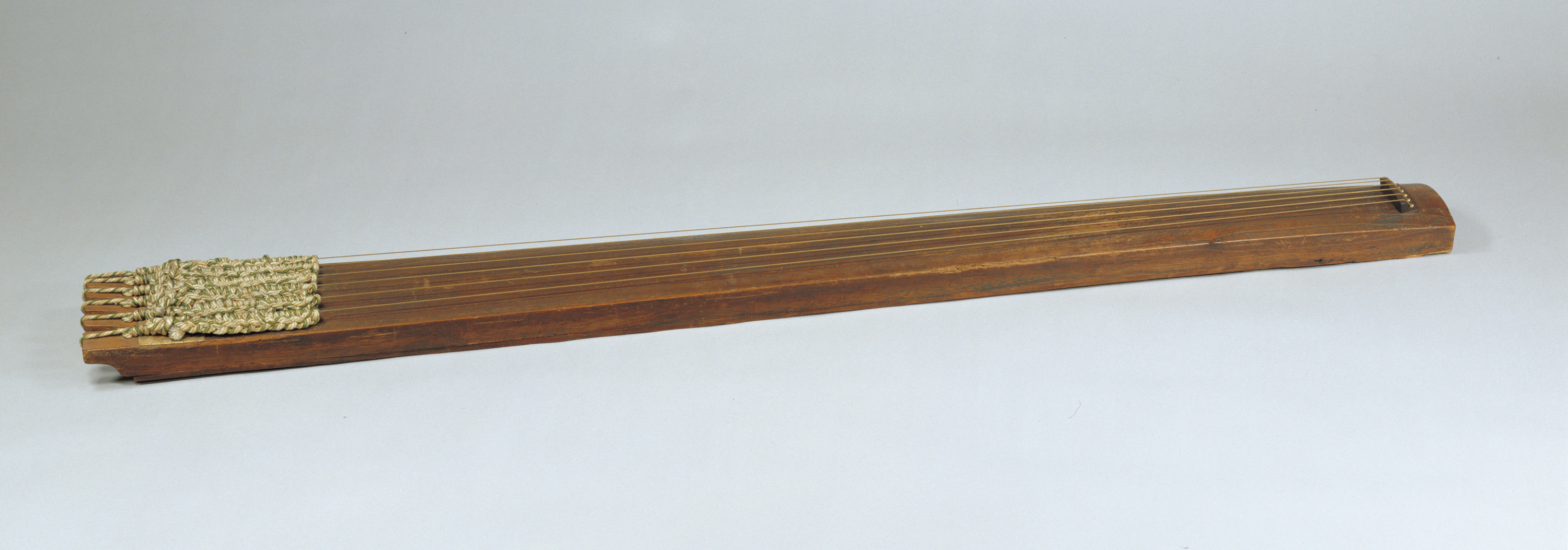
江戸時代の和琴（東京国立博物館所蔵）。

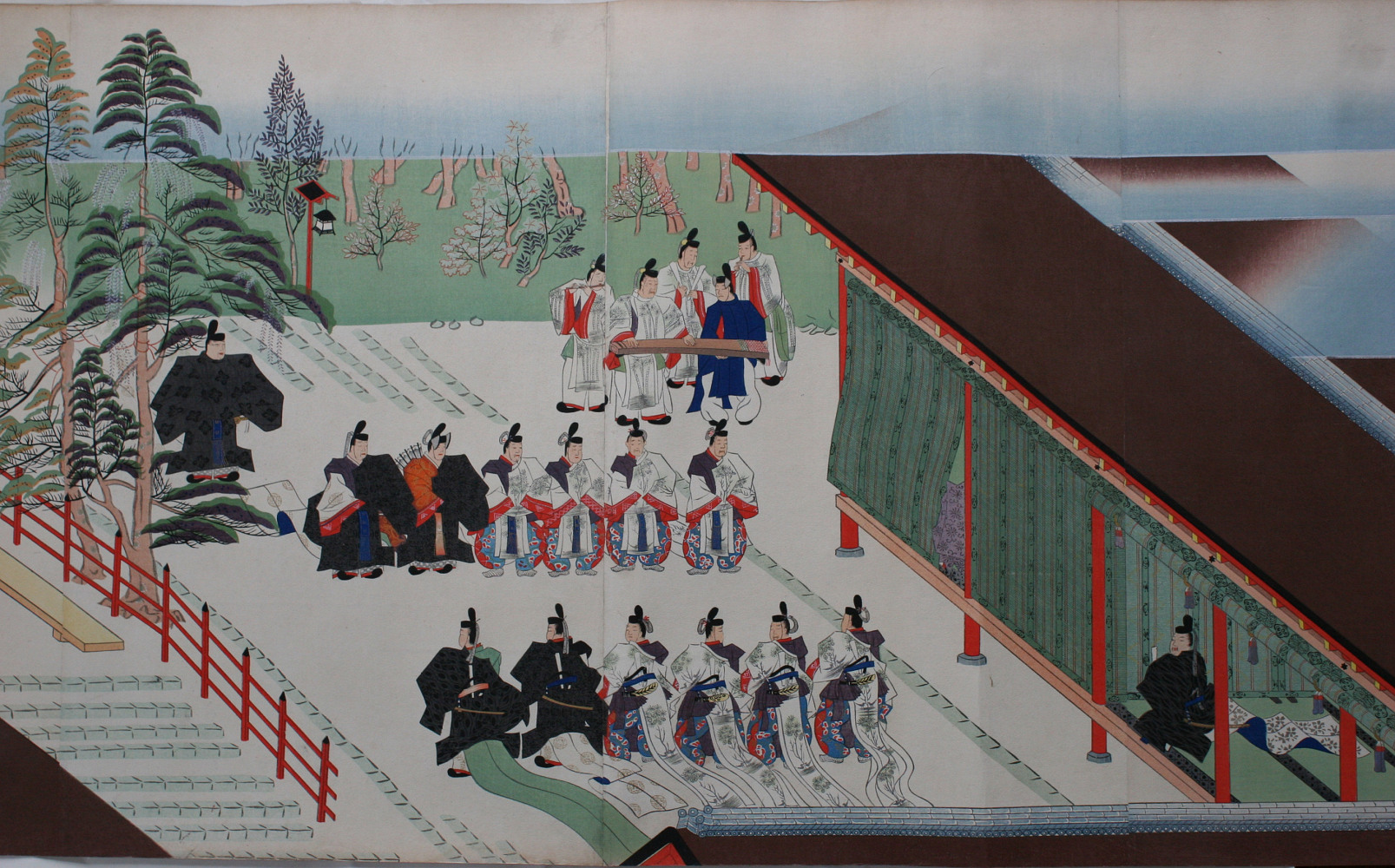
寛治7年(1093年)、白河院の春日社御幸。正面奥で和琴、横笛、笏拍子、篳篥を奏しているのが見える。—『春日権現験記絵　巻二』延慶2年(1309年)　高階隆兼

和琴（わごん）は、雅楽の国風歌舞でもちいられる日本固有の絃楽器で、日本最古の楽器。大和琴（やまとごと）、東琴（あずまごと）とも。六絃で、琴軋（ことさぎ）や指で弾いて演奏される。
現在日本でよく知られる箏は大陸からの渡来楽器が基となっており、和琴とは起源や系統が異なる。
なお、和琴の起源は神代紀の「天沼琴」（あめのぬごと）である。「天石窟（あめのいわや）前で天香弓六張をならべ弦を叩いて音を調べた」とある。

## 概要

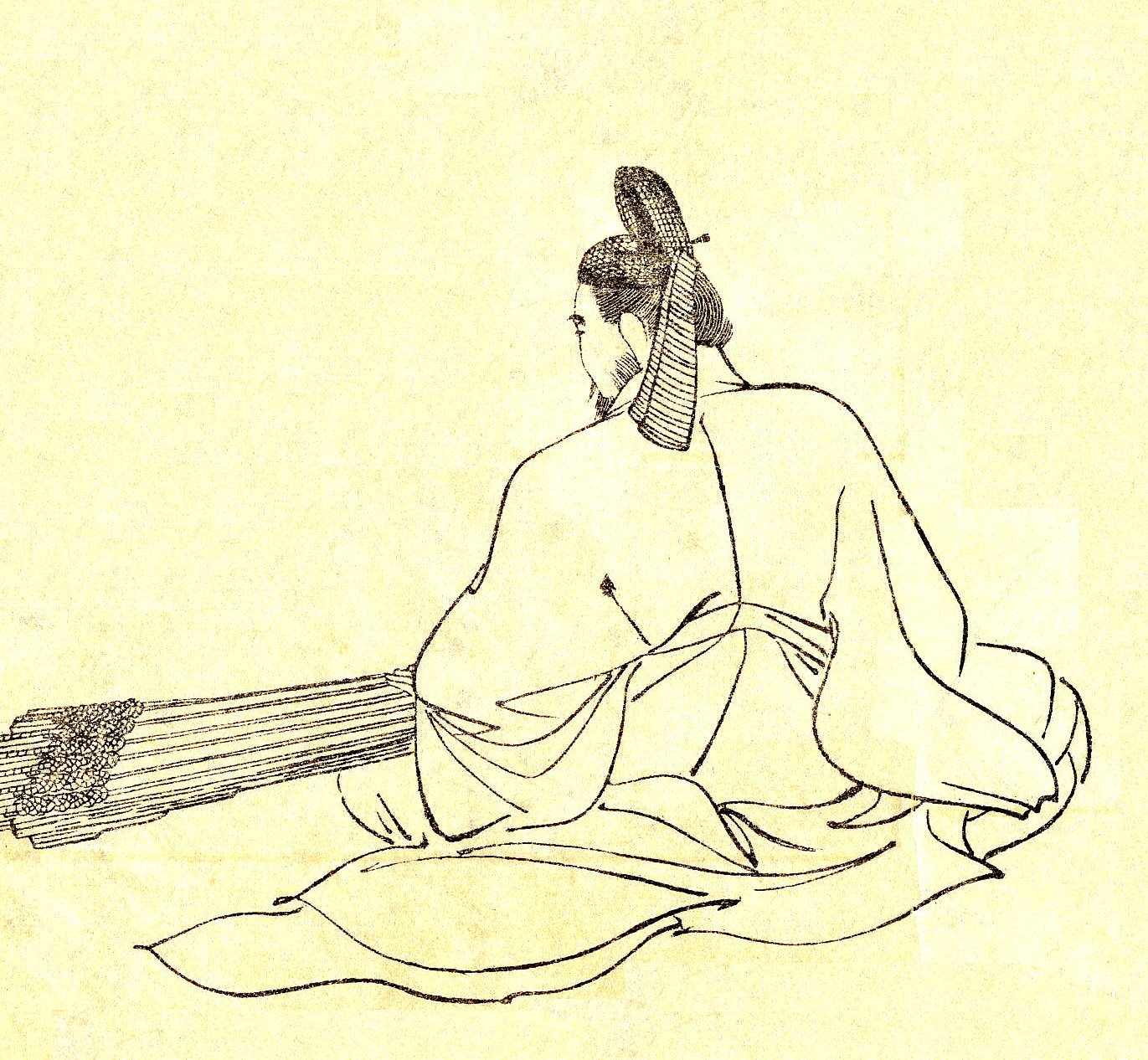
藤原緒嗣（宝亀5年(774年)-承和10年(843年)）—『前賢故実　巻之3』明治元年(1868年)上梓　菊池容斎編・画

宮中の祭祀にて奉仕される国風歌舞（「神楽歌」「久米歌」「東遊」「大和歌」など）の伴奏に用いられる。雅楽の楽器のなかではもっとも格が高く、古くは位の高い者のみ奏することができた。現在では、主に宮内庁楽部の楽長が奏する。
弥生時代から古墳時代にかけての遺跡から、和琴の祖形とみられる木製の琴や、琴を弾く埴輪が出土している。
『源氏物語』では、古代中国の士君子の倫理性を担った琴に対して、日本伝来の遊楽を楽しむ和琴が対比され、琴は礼楽中心の楽器、和琴は自由な発想を持った楽器として描かれた。第35帖「若菜下」内の女楽の場面では、光源氏の最愛の妻（身分上は準正妻格）の紫の上が和琴を演奏していた。

## 構造
全長約193cm、幅は頭部約13cm、尾部約24cm、厚さ約5cmの桐製の胴に、六絃を張った構造である。本体は主に桐で作られ、中は空洞。柱（じ）は楓の枝の叉をそのまま用いる。絃は尾のところで葦津緒（あしづお）という絹の編み紐で留める。箏と違い、手前から一、二、三、四、五、六絃と数える。

## 奏法
演奏には、鼈甲または水牛の角で作られた琴軋（ことさぎ、ことさき）と呼ばれる長さ約7〜8cm、幅約1cm、厚さ約3mmほどの笏に似た形の撥を用いる。琴軋を右手に持って絃をかき鳴らしたり、素手の左手の指で弾いたりする。座って奏するが、「東遊」では琴持（こともち）を伴い、立奏する。神社では降昇神・開閉扉の際、和琴で菅掻（すががき）を奏する。